# Bitwa pod Kappel
Bitwa pod Kappel – starcie zbrojne, które miało miejsce 11 października 1531 roku w trakcie drugiej wojny kappelskiej pomiędzy katolikami a protestantami w Szwajcarii.
Oddziały z Zurychu zostały zmobilizowane zbyt późno, bowiem deklarację wypowiedzenia wojny Zurych otrzymał dopiero 9 października 1531. Gdy 10 października oddziały pięciu kantonów katolickich rozwinęły się pod Kappel, protestanci pospiesznym marszem dopiero zmierzali na miejsce bitwy. Bitwa rozpoczęła się wczesnym rankiem 11 października atakiem 300-osobowej grupy wojowników chłopskich z Uri na pozycje zuryskie. Uderzenie zaskoczyło protestantów zmieniających front i nieprzygotowanych do walki. W południe niespełna 2000 żołnierzy z Zurychu, zmęczonych marszem, zdezorganizowanych i pozbawionych oparcia w umocnieniach polowych, miało przed sobą ponad 7000 żołnierzy katolickich. Wojskami protestantów dowodzili rycerz Georg Godli i jego dowódca artylerii Peter Füssli, pochodzący ze znanej zuryskiej rodziny odlewników i ludwisarzy. Około godziny 16 atak katolików na centrum przeciwnika doprowadził do załamania linii obrony. Odwrót zamienił się szybko w paniczną ucieczkę, która przyniosła protestantom duże straty. Padło co najmniej 500 żołnierzy zuryskich, a wśród nich wielu członków zuryskiej Wielkiej i Małej Rady. Śmierć poniósł także przywódca protestantów Zwingli, którego zwłoki – uważanego przez katolików za heretyka – po bitwie zostały spalone.
Główną przyczyną klęski oddziałów zuryskich były zbyt późna mobilizacja wojsk, brak chęci do walki i błędy dowództwa, które nie umocniło własnych pozycji obronnych. Już w XVI wieku pojawiły się głosy, jakoby przyczyną klęski protestantów była zdrada części ich oddziałów. Podejrzany o sprzyjanie katolikom był m.in. dowódca zuryskiej artylerii Peter Füssli, zwłaszcza że jego brat walczył po stronie przeciwnej. Teza ta, rozwijana przez niektórych historyków jeszcze w XIX wieku, nie znajduje potwierdzenia w najnowszych wynikach badań.
Odniesienia do bitwy obecne są w literaturze szwajcarskiej, w dziełach Gottfrieda Kellera oraz Conrada Ferdinanda Meyera.